# سياسات الطبيعة (كتاب)
سياسة الطبيعة: كيفية جلب العلوم إلى الديمقراطية هو كتاب من تأليف المنظر الفرنسي وفيلسوف العلوم برونو لاتور. الكتاب هو ترجمة إنجليزية لكاترين بورتر للكتاب الفرنسي سياسة الطبيعة. تم نشره من قبل دار نشر جامعة هارفارد.

## ملخص
في الكتاب يناقش لاتور نهجًا جديدًا وأفضل في الإيكولوجيا السياسية (ليس النظام بل الحركات السياسية البيئية على سبيل المثال الخضر) الذي يحتضن شعوره بأن «البيئة السياسية لا علاقة لها بالطبيعة». في الواقع يجادل لاتور بأن فكرة الطبيعة غير عادلة لأنها تسمح بشكل غير عادل لمن ينخرطون في الخطاب السياسي بتقصير المناقشات. يستخدم لاتور استعارة أفلاطون لـ «الكهف» لوصف الدور الحالي للطبيعة والعلم في فصل الحقائق عن القيم وهو دور السياسة وغير العلماء. بناءً على الحجج التي قدمها في أعماله السابقة يجادل لاتور بأن هذا التمييز بين الحقائق والقيم نادرًا ما يكون مفيدًا وخطيرًا في العديد من المواقف. وهو يدعي أنه يؤدي إلى نظام يتجاهل الوضع الاجتماعي للطبيعة ويخلق نظامًا سياسيًا بدون «الإجراءات السليمة للإرادة الفردية».
بدلاً من ذلك يدعو إلى «دستور جديد» حيث يمكن للأفراد المختلفين التجمع بشكل ديمقراطي دون تعريف الحقائق والقيم المتأثرة بالمواقف الحالية تجاه الطبيعة والمعرفة العلمية. يصف لاتور مجموعة بديلة من القواعد التي من خلالها يمكن لهذا التجمع أو الجمعية كما يسميها أن تتجمع وتتشكل. يصف أيضًا الطريقة التي سيتم بها السماح للكيانات بالدخول أو الخروج في المستقبل. في وصف هذه المجموعة الجماعية يلفت لاتور الانتباه إلى دور المتحدث الرسمي الذي يجب أن يكون موضع شك ولكن يجب أن يتحدث عن الأشياء الصامتة من أجل ضمان أن المجموعة تشمل «البشر وغير البشر». هذا أيضًا جانب مهم من نظرية شبكة الفواعل التي يمكن العثور عليها في أعماله الاجتماعية الرئيسية.
يتضمن الكتاب ملخصًا قصيرًا في النهاية ومسردًا للمصطلحات.